# 토마 압츠
토마 압츠(Tomma Abts, 1967년 12월 26일 ~ )는 독일 태생의 시각 예술가이다. 추상유화로 유명하다. 2006년 터너상을 수상했다. 현재 잉글랜드 런던에 거주하며 일하고 있다.
독일 킬에서 1967년 학교 교사 밑에서 태어났다. 1989년부터 1995년 사이 앱츠는 베를린 예술대학교를 다녔다. 클라컨웰에서 스튜디오를 관리했다.